# J. Francisco Serrano Cacho
Juan Francisco Serrano Cacho (* 30. Oktober 1937 in Mexiko-Stadt) ist ein mexikanischer Architekt.

## Leben

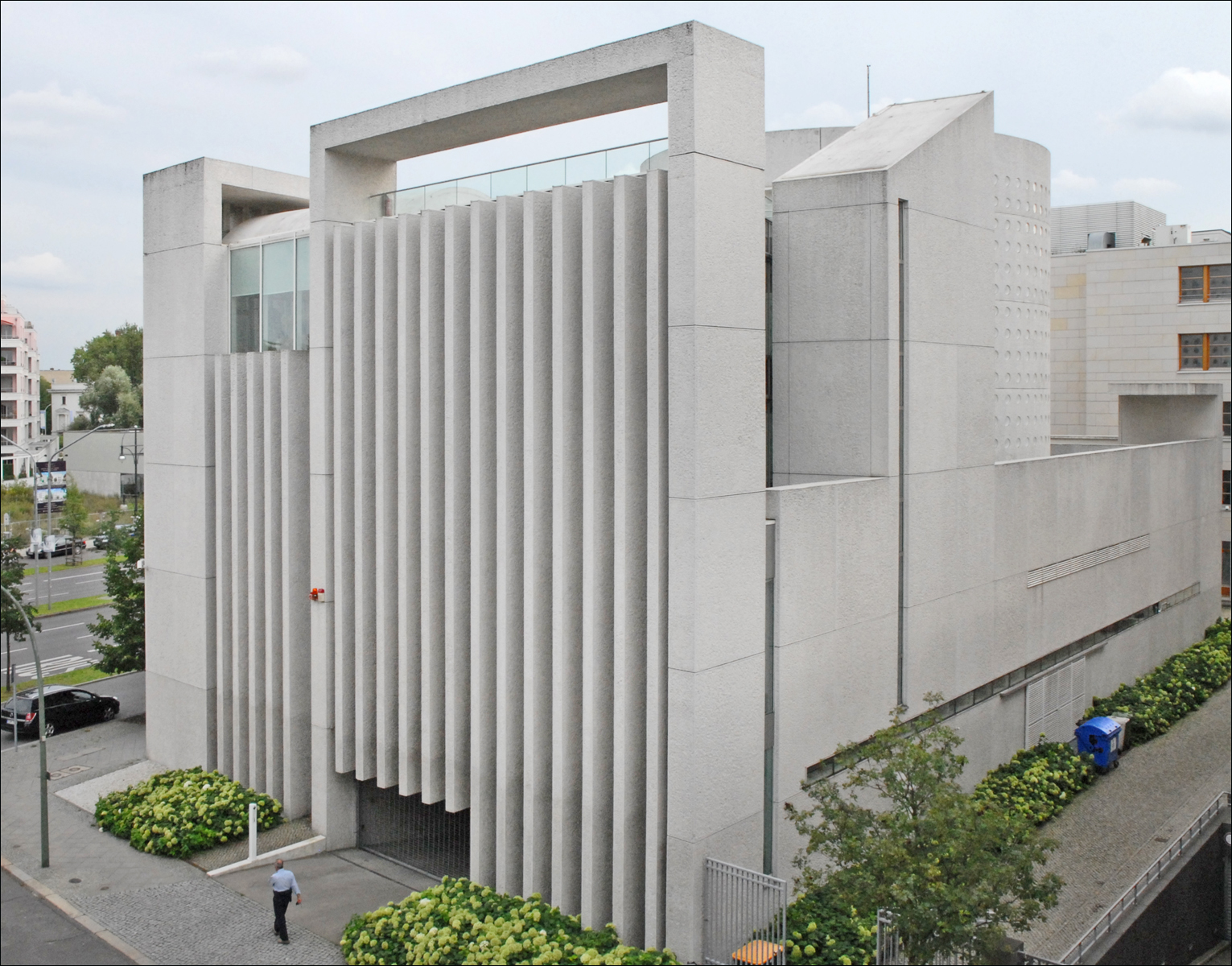
Mexikanische Botschaft in Berlin

Serrano ist der Sohn des Architekten Francisco J. Serrano (1900–1982) und studierte bis 1960 an der Universidad Iberoamericana. Danach arbeitete er einige Jahre im Architekturbüro seines Vaters und zusammen mit José Nava. Zwischen 1960 und 1971 dozierte er auch an der Universidad Iberoamericana, an der UNAM und der Universidad La Salle in Mexiko-Stadt. Einige seiner Bauten entwarf er zusammen mit Teodoro González de León; das Centro Corporativo Bosques in Kooperation mit Carlos Tejeda und vielzählige Bauten in Mexiko plante er auch gemeinsam mit Susana García Fuertes. Nach dem Erdbebeneinsturz plante er Neubau des Universitätscampus der Universidad Iberoamericana in Mexiko-Stadt zusammen mit Carlos Mijares Bracho.
Serrano ist seit 1998 „nummeriertes Mitglied“ (Miembro de Número) der Academia de Artes. 2003 wurde er mit dem Nationalpreis für Künste und Wissenschaften ausgezeichnet.

## Auswahl bekannter Bauten
- 1973–1976: Mexikanische Botschaft in Brasilien zusammen mit Abraham Zabludovsky
- 1986–1988: Bergbauzentrum in Pachuca, mit González de León und Tedaja
- 1987–1992: Bundesjustizpalast (Mexiko), mit González de León und Tedaja
- 1990: Bibliothek von Tabasco in Villahermosa
- 1990–1995: Centro Corporativo Bosques, mit González de León und Tedaja
- 2000/2001: Mexikanische Botschaft in Berlin